# Deuterarcha
Deuterarcha és un gènere d'arnes de la família Crambidae descrit per Edward Meyrick el 1884.

## Taxonomia
- Deuterarcha xanthomela Meyrick, 1884
- Deuterarcha flavalis Hampson, 1893[3]